# Oberfellendorf
Oberfellendorf ist ein Gemeindeteil des Marktes Wiesenttal im Landkreis Forchheim (Oberfranken, Bayern).
Am 1. Januar 1972 wurde Oberfellendorf nach Wiesenttal eingemeindet.

## Geographie und Verkehrsanbindung
Oberfellendorf liegt im mittleren Bereich des Marktes Wiesenttal an der Staatsstraße St 2186. Unweit südlich verläuft die Bundesstraße 470.